# Bassa de la Bovera
La Bassa de la Bovera és una obra de la Pobla de Massaluca (Terra Alta) inclosa a l'Inventari del Patrimoni Arquitectònic de Catalunya.

## Descripció
Per la seva situació elevada que deixa per sota les rieres i barrancs, l'abastiment d'aigua sempre fou un problema, per això foren construïdes basses per tal de recollir-la. Avui se'n conserven dos, la de la bovera, rodona, i una altra quadrada anomenada de Sant Duràn.
La de la Bovera és totalment circular, feta de carreus i juntes repassades d'argamassa, d'una alçada d'uns tres metres i una escala que baixa fins avall de tot per recollir l'aigua. El sòl està ple de brossa.